# Tenodera gambiensis
Tenodera gambiensis är en bönsyrseart som beskrevs av Max Beier 1931. Tenodera gambiensis ingår i släktet Tenodera och familjen Mantidae. Inga underarter finns listade i Catalogue of Life.